# DTA
El DTA ("Disk Transfer Area", en español: "Área de Transferencia de Disco") es un espacio de memoria situado por los archivos COM de MS-DOS al ser ejecutados.
Se encuentra en la posición de memoria 80H y se utilizada para almacenar la tabla de información FCB que lleva un registro de los archivos abiertos por el proceso y otras operaciones similares con archivos.
- Datos: Q5797238

Pronto.